# ۸۸۷ (قمری)
۸۸۷ (قمری)، هشتصد و هشتاد و هفتمین سال در گاهشماری هجری قمری است. اول محرم این سال برابر با اول مارس سال ۱۴۸۲ میلادی است.